# Millard (Missouri)
Millard ist ein Village im Adair County im US-Bundesstaat Missouri. Das U.S. Census Bureau hat bei der Volkszählung 2020 eine Einwohnerzahl von 79 ermittelt.

## Geschichte
Die 1872 erbaute Millard Kirche ist das älteste Kirchengebäude im Adair County. In der Kirch werden auch heute noch Messen gehalten.

## Geographie
Die Koordinaten von Millard liegen bei 40°6'29" nördlicher Breite und 92°32'46" westlicher Länge.
Nach Angaben der United States Census 2020 erstreckt sich das Stadtgebiet von Millard über eine Fläche von 0,31 Quadratkilometer (0,12 sq mi). Das komplette Stadtgebiet befindet sich an Land.

## Bevölkerung
Nach der United States Census 2010 lebten in Millard 89 Menschen verteilt auf 40 Haushalte und 27 Familien. Die Bevölkerungsdichte betrug 287,1 Einwohner pro Quadratkilometer (741,7/sq mi).
Die Bevölkerung setzte sich 2010 aus 96,6 % Weißen, 1,1 % aus anderen ethnischen Gruppen und 2,2 % mit zwei oder mehr Ethnien zusammen. Bei 1,1 % der Bevölkerung handelte es sich um Hispanics oder Latinos. Von den 40 Haushalten lebten in 22,5 % Familien mit Kindern unter 18, in 57,5 % der Haushalten lebten verheiratete Paare ohne Kinder und in 12,5 % der Haushalten lebten Personen über 65 alleine.
Von den 89 Einwohnern waren 23,6 % unter 18 Jahre, 1,2 % zwischen 18 und 24 Jahren, 19,1 % zwischen 25 und 44 Jahren, 40,4 % zwischen 45 und 64 Jahren und in 15,7 % der Menschen waren 65 Jahre oder älter. Das Durchschnittsalter betrug 51,5 Jahre und 49,4 % der Einwohner waren männlich.